# MTV Mobile Chart
MTV Mobile Chart è stato il titolo di una classifica interattiva di MTV Italia che ogni fine settimana mostrava e permetteva di scaricare in diretta ai suoi telespettatori le 20 suonerie più downloadate dal sito di MTV.
Ideata dal producer Alessandro Badiali su richiesta di Gian Paolo Tagliavia (attuale amministratore delegato di MTV Italia), il format del programma venne venduto in Germania e opzionato in Spagna e Scandinavia tramite le affiliate locali di MTV.
La prima parte della classifica (posizione 20-11) veniva presentata con un video montaggio chiamato Waiting List. 
La prima stagione del programma è stata presentata con successo da Paolo Ruffini che intervallava momenti di comicità ai videoclip musicali: durante la prima puntata vennero scaricate 10.000 suonerie in un'ora.
La seconda stagione venne condotta da Victor Chissano con una connotazione più legata all'informazione musicale.